# Hypsopsetta
Hypsopsetta es un género de peces de la familia Pleuronectidae, del orden Pleuronectiformes. Este género marino fue descrito por primera vez en 1862 por Theodore Gill.

## Especies
Especies reconocidas del género:
- Hypsopsetta guttulata (Girard, 1856)
- Hypsopsetta macrocephala Breder, 1936